# Sir Endymion Porter et Antoine van Dyck

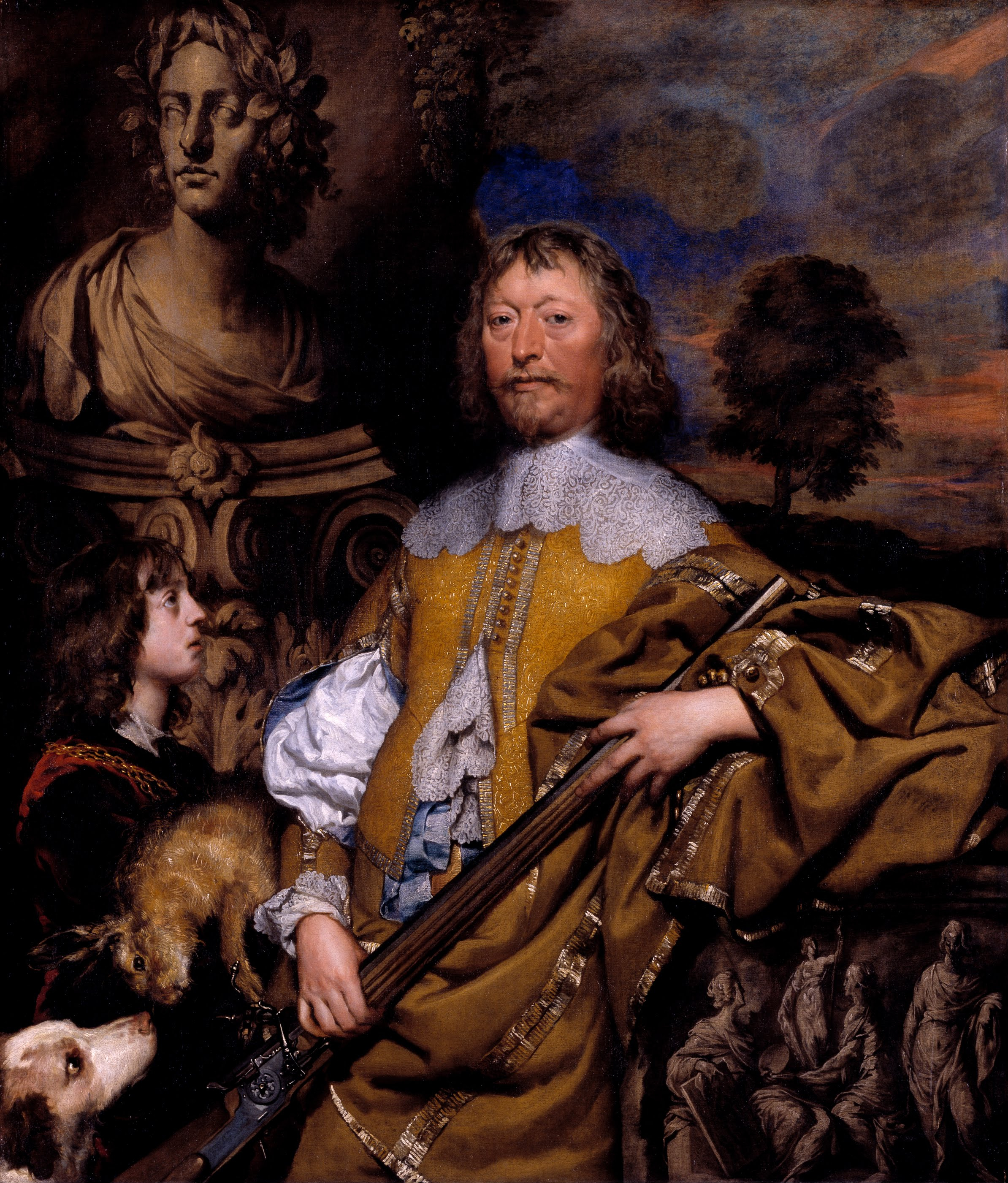
Portrait d'Endymion Porter de William Dobson 1634-35.

Sir Endymion Porter et Antoine van Dyck est un autoportrait du peintre flamand Antoine van Dyck, qui se représente lui-même avec son protecteur, sir Endymion Porter (en). Peinte en 1635, il s'agit d'une peinture à l'huile sur toile, de format ovale, de 119 × 127 cm. Le tableau est actuellement exposé au Museo del Prado de Madrid en Espagne.

## Analyse
C'est le seul autoportrait de van Dyck dans lequel l'artiste est représenté avec une autre personne. Cela montre à quel point est forte la relation avec Endymion Porter qu'il a rencontré en 1620 lors de son premier voyage à Londres. Porter est un collaborateur du roi et contribue au nom du souverain à l'acquisition de toiles de grands peintres : Il est chargé par Charles Ier de conclure l'acquisition de la vaste collection d'art du duc de Mantoue. Le même Porter est un riche et passionné collectionneur d’œuvres d'art. En plus d'être un ami de van Dyck, il connaît bien Rubens et Orazio Gentileschi. Lorsque van Dyck exécute ce tableau, il a environ 35 ans et Porter 47.
Ce double portrait appartenait à Endymion Porter. Après être passé dans d'autres collections, il arrive des collections royales au musée du Prado auquel il est incorporé par acquisition de la reine Élisabeth Farnèse, en la possession de laquelle il est documenté en 1745.
En plus de sa rareté dans la représentation d'un peintre en compagnie de son commanditaire, cette peinture est remarquable dans la façon unique par laquelle l'artiste et Sir Porter semblent traités comme des égaux. Seule la position centrale du noble dénote une certaine supériorité, comme le montre van Dyck avec beaucoup d'élégance dans leurs vêtements et leur attitude. En dehors de l'amitié et de la proximité qui lient les deux personnages, elle indique le statut social élevé atteint par de nombreux peintres de renom pendant la période du baroque.